# عبد الرحمن باشا الألباني
عبد الرحمن عبدي باشا الألباني (1616م - 2 سبتمبر 1686م)(بالتركية: Arnavut Abdurrahman Abdi Paşa)‏ سياسي وقائد عسكري عثماني من أصل ألباني، شغل منصب آخر حاكم
لإيالة بودا.

## حياته

### النشأة
انضم عبد الرحمن باشا للجيش العثماني وأصبح آغا (قائد) فيالق الإنكشارية عام 1667م. في 1673م أصبح والي بغداد، ثم والي مصر عام 1676م والبوسنة عام 1680م.

### القيادة العسكرية
تولى القيادة العسكرية لبودا عام 1682م وأصبح حاكم  المجر المحتلة عام 1684م. في ذات العام تم إنشاء الحلف المقدس بهدف إنهاء التهديد العثماني على أوروبا بطرد الأتراك من المجر التي سيطروا عليها لمدة 145 عاماً، وبمبادرة ودعم مالي من البابا إينوسنت الحادي عشر أرسل الإمبراطور الروماني المقدس وملك بولندا وجمهورية البندقية 80,000 جندي إلى بودا بالمجر. وكان الجيش يتألف من وحدات سكسونية وبافارية وسويدية ومن براندنبورغ، مع أقل عدد من ايطاليا وانجلترا وفرنسا واسبانيا وحوالي 15,000مجري، وكانت تلك  جيوش كانت بقيادة الأمير تشارلز دوق لورين والأمير الناخب البافاري ماكسيميليان الثاني إيمانويل وميرغريف بادن لويس وليام والأمير يوجين من سافوي، كل القادة العسكريين البارزين من الوقت.
حاصر الجيش الصليبي بودا في يونيو 1686م وكانت المدينة مزودة بشكل جيد بالغذاء والماء والبارود ولكن مع 8000 جندي داخل ثكناتها ;على الرغم من أن العثمانيين قد عزموا على إرسال 50000 جندي لكنهم لم يكنوا قد وصلوا بعد.

### موته

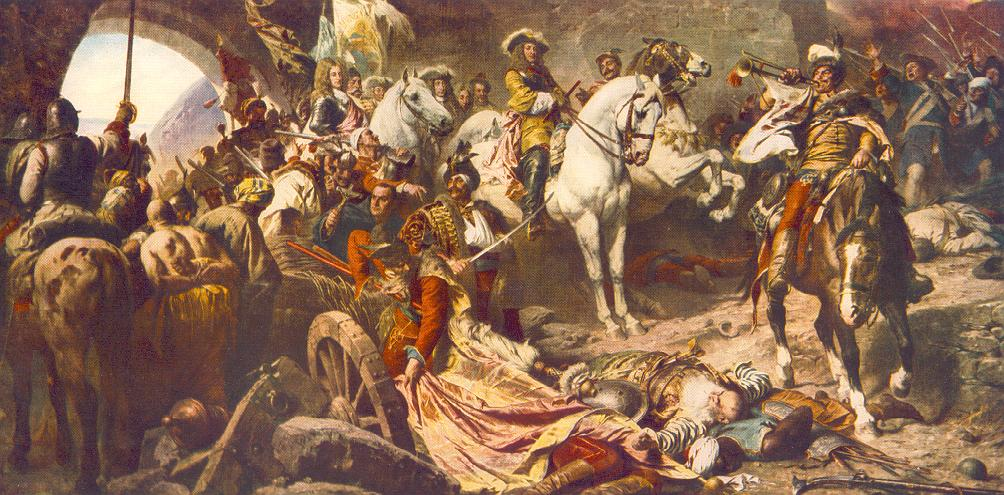
مقتل عبد الرحمن باشا خلال معركة بودا (1686).

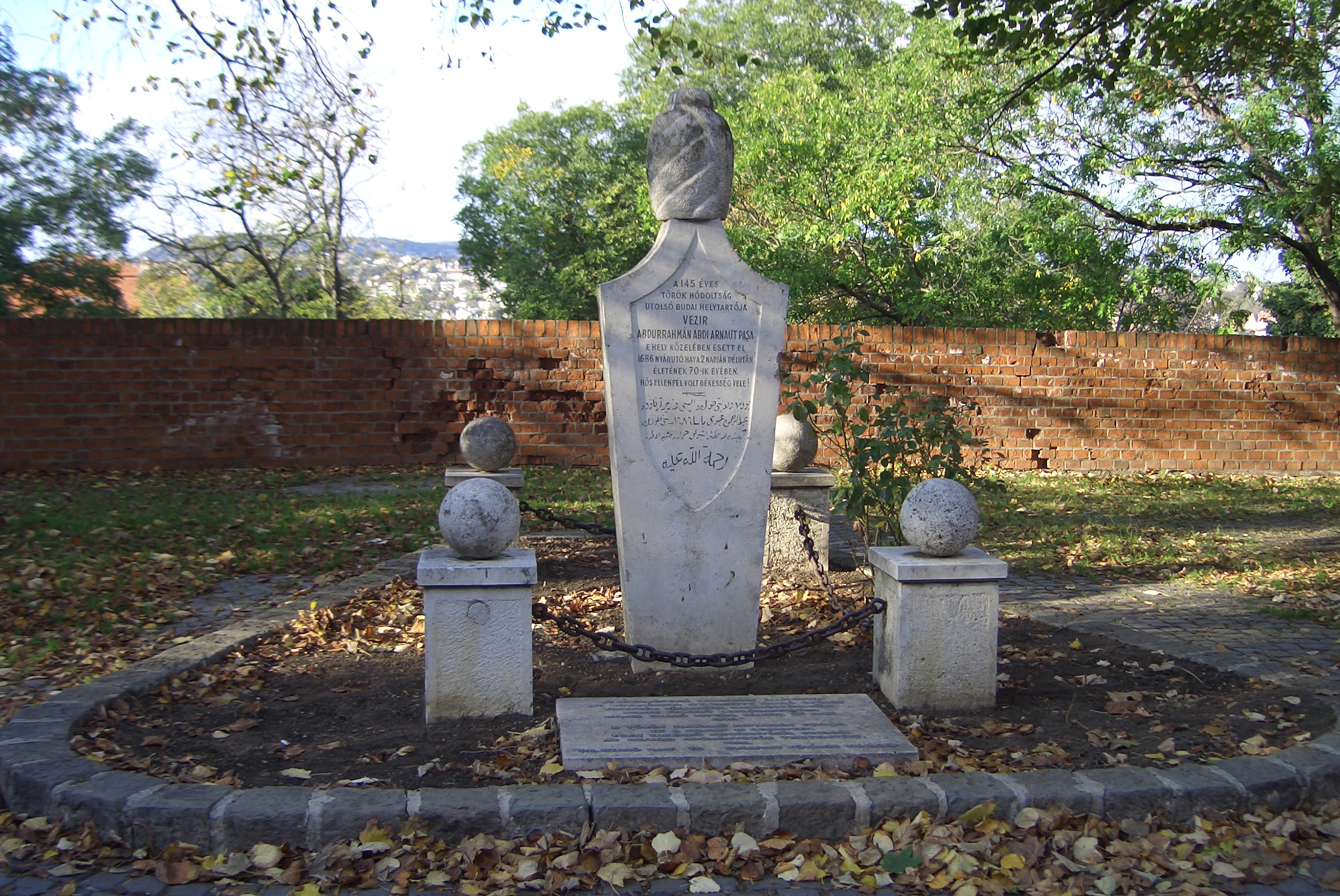
نصب تذكاري لعبد الرحمن باشا في قلعة بودا

لم تصل قوات الإغاثة بقيادة الصدر الأعظم سليمان باشا الأشقر إلى بودا. بعد أكثر من شهرين من القصف والهجمات الفاشلة على المدينة لكنها تحولت إلى رماد في الأيام الأولى من شهرسبتمبر، بقي 3000 جندي من قواته على قيد الحياة ولكن عبد الرحمن باشا نفسه قُتل في الخطوط الأمامية في 2 سبتمبر، اخترقت قوات إمبراطور هابسبورغ اختراق الجدران الشماليية للمدينة لنتهي بذلك 145 عاماً من الحكم التركي لبودا.
يوجد نصب تذكاري القائد الراحل وآخر ولاة بودا في حصن أنجو لقلعة بودا في المنتصف بين متحف التاريخ العسكري وبوابة فيينا، تم تشييد النصب عام 1932م من قبل أحفاد جيورجي زابو الذي كان الجندي المجريين المشاركين في الهجوم  والذي سقط في نفس البقعة يوم 2 سبتمبر، نُقش على النصب بالمجرية والتركية: "الحاكم الأخير لـ145 سنة طويلة من الاحتلال التركي لبودا، عبد الرحمن عبدي باشا الذي سقط في هذا المكان في 2 سبتمبر 1686 عندما كان في الـ70 عاما. كان عدواً بطلاً، فليرقد في سلام."